# Lutz Pistor
Lutz Pistor (auch Ludwig) (* 29. August 1898 in München; † 27. Dezember 1952 in München) war ein deutscher Bauingenieur und Hochschullehrer.

## Leben
Nach Kriegsdienst und Studium arbeitete Pistor als Assistent an der Technischen Hochschule München. Nach seiner Promotion (1925) war er als Bauingenieur und Chefkonstrukteur in der Bauindustrie tätig. Zum 1. Mai 1933 schloss er sich der NSDAP an (Mitgliedsnummer 2.947.312). 1935 wurde er ordentlicher Professor für Massivbau (Beton, Stahlbeton, Stein, Holz) an der TH München. Zugleich war er seit 1936 Direktor der amtlichen Materialprüfstelle.
Von 1938 bis 1945 war Pistor Rektor der TH München. In dieser Zeit beförderte er "kriegswichtige Forschungsprojekte" und diente der Hochschule außerdem NS-Größen an, die hier gelehrt oder studiert hatten, wie etwa Reichsminister und Generalgouverneur Hans Frank, der von 1927 bis 1929 Assistent am Institut der Rechtswissenschaft der Technischen Hochschule war.
Von 1940 bis 1945 war er ordentliches Mitglied der Bayerischen Akademie der Wissenschaften. Er war auch Alpenvereinsfunktionär im Deutschen Bergsteigerverband und im Führerstab des Fachamtes Bergsteigen unter Paul Bauer.
Nachdem Pistor 1945 aus politischen Gründen entlassen worden war, wechselte er in die Zementindustrie und wurde 1948 Vorsteher der Technischen Abteilung der Portland Zement-Werke Heidelberg A.G.

## Veröffentlichungen
- Hochschule, Wissenschaft und Technik; 1939
- Bemessungstafeln für Stahlbetonbau; Elsner, 1944
- Die Berechnung von Stahlbetonquerschnitten mit Vorspannung; 1949